# Аустријска народна партија
Аустријска народна партија (  или ÖVP) је хришћанско демократска и конзервативна политичка партија у Аустрији. Она је наследник аустријске Хришћанско социјалне партије која је постојала од 1893. до 1933. године. По идеологији је слична Хришћанско-демократској унији из Немачке. Странка је основана одмах по успостављању Савезне Републике Аустрије 1945. и од тада, па до данас је једна од две водеће политичке партије у Аустрији. Данас, чланство у овој партији има око 700.000 грађана Аустрије.

## Идеологија
Аустријска народна партија заступа конзервативизам, који представља поштовање традиције и стабилност друштвеног поретка. У суштини, није изричито заинтересована за јачање аустријске непотпуне одвојености цркве од државе и изгледа по мало скептична по питању афирмативне акције, права сексуалних мањина и остале облике постојећег или доживљеног социјалног инжињеринга. Током већине свог постојања, ÖVP се експлицитно дефинисала као католична, антисоцијална; идеал субсидијарности као што је дефинисано у енциклики Пија XI Quadragesimo Anno се генерално сматра једним од историјских стубова страначке агенде.
На првим изборима после Другог светског рата, народна партија је себе представљала као аустријску партију, антимарксистичку странку. ÖVP је држала власт у апсолутној већини или у црно-црвеној коалицији са Социјалдемократском партијом Аустрије (SPÖ) све до 1970, када је SPÖ створила своју владу са Слободарском партијом Аустрије (FPÖ).
Данас, у вези са економском политиком ÖVP се залаже за либерализацију привреде, прихватајући смањење аустријског прилично великог јавног сектора, социјалне реформе и опште дерегулације. Што се тиче спољне политике, она снажно подржава европске интеграције. Током задње две деценије, народна странка је усвојила више енвиронменталистички став у односу на друге, сличне конзервативне странке.

## Историја
Аустријска народна странка је наследник Хришћанско социјалне странке, чврсто конзервативне партије коју је 1893. основао Карл Лугер, тадашњи градоначелник Беча, који је био контроверзни десничарски подржавалац популизма. Многи чланови народне партије приликом њеног оснивања су били чланови Отаџбинског фронта, коју је водио Енгелберт Долфус, такође члан Хришћанско социјалне партије пре Аншлуса. У садашњој форми народна партија је основана одмах по успостављању Савезне Републике Аустрије 1945. Од тада је члан оба дома парламента Аустрије. Увек је била странка која има највише или друга по броју места у парламенту, па је због тога увек владала или била партнер у већини аустријских савезних кабинета.

## Демографија

### Радници
Аустријска народна странка је била веома популарна код "радника белог оковратника" (службеници у непроизводним делатностима), власника великих и малих предузећа и фармера. Конкретно, била је подржана од стране већине државних службеника у Аустрији, изузетно велике и утицајне групе узимајући у обзир величину и обим владине бирократије у Аустрији. Аустријски "радници плавог оковратника" (физички радници или радници у фабрикама), су с друге стране, подржавали социјалдемократску партију и слободарску партију Аустрије.

### Провинције
Народна партија константно контролише владе католичких провинција и провинција са сеоским срединама као што су Доње Аустрије, Горње Аустрије, Салцбурга, Штајерске, Тирола и Форарлберга. Мање је популарна у градским државама као што је Беча и у сеоским, али мање католичким провинцијама попут Бургенланда и Корушке. 2004. је изгубила већину у Салцбургу, где је задржала исти број места у скупштини (14) и 2009. 2005. је изгубила већину по први пут и у Штајерској. Народна партија би била веома доминантна у аустријској политици да нема веома густо насељене и великом већином социјалдемократско оријентисане провинције Беча.

## Федерална влада
На парламентарним изборима 1999. Народна партија је створила коалицију са десничарском слободарском партијом Аустрије и њеним тадашњим лидером Јергом Хајдером. Ово је изазвало општи бес у Европи и 14 чланова Европске уније је наметнуло неформалне дипломатске санкције против савезне администрације у Аустрији. Неколико месеци касније неке од ових санкција су укинуте. у новембру 2002. на парламентарним изборима Народна партија је са 40,3% гласова изборила победу са великом већином под вођством канцелара Волфганга Шисела. Хајдерова слободарска партија, која је 1999. била јача од Шуселова је имала 16,7% мање гласова на изборима 2002. и имала је свега 10,1% гласова. На парламентарним изборима 2006. народна партија је поражена и после много преговора сложила се да постане део коалиције са социјалдемократском партијом, са новим председником странке Вилхелмом Молтерером који је постављен за министра финансија и вицеканцеларом Алфредом Гузенбауером чланом SPÖ, који је касније постао канцелар.
Садашњи председник странке Карл Нехамер, прво као вршилац дужности 2021. а онда и као председник изабран је на ту функцију 14. маја 2022. са 100% гласова на састанку Народне странке. Прошлих година Народна странка се морала суочити с све већим критикама у јавности због своје упорности да на политичке теме гледају само из сопствене перспективе и користи (у случајевима реформи аустријског школског система). Ова очигледна неспремност странке да преговара и прави компромисе унутар коалиције је изазвао политичке сатире међу новинарима и политичким противницима.

### Избор за европски парламент 2009
Аустријска народна странка је победила на изборима за европски парламент у Аустрији 2009.. Имала је 846.709 гласова (+28.993) што је чинило 30% (−2,7%) гласова и шест места у парламенту, исти број који су и имали.

## Председници странке од 1945. до 2015.
Са леве стране су председници странке, а са десне канцелари Аустрије.